# SunSay
SunSay – ukraińska grupa muzyczna, będąca kontynuacją działalności Andrieja „Sun” Zaporożca - lidera formacji muzycznej 5’nizza.
22 listopada 2008 roku SunSay wystąpił w Warszawie w ramach Festiwalu WUJek
28 czerwca 2013 roku SunSay wystąpił razem z zespołem Zakopower w Rzeszowie w ramach III Europejskiego Stadionu Kultury.

## Dyskografia

### Albumy studyjne
| Data realizacji | Tytuł                      | Tytuł oryginalny | Transkrypcja tytułu oryginalnego |
| --------------- | -------------------------- | ---------------- | -------------------------------- |
| 2007            | SunSay                     | SunSay           | sansej                           |
| 2010            | Diver                      | Дайвер           | dajwer                           |
| 2011            | Legko (z ros. lekko)       | Легко            | liegko                           |
| 2013            | Blagodari (z ros. dziękuj) | Благодари        | błagodari                        |